# دلکو (کارولینای شمالی)
دلکو (به انگلیسی: Delco) شهری در ایالت کارولینای شمالی کشور ایالات متحده آمریکا است که جمعیت آن در سرشماری سال ۲۰۱۰ میلادی، ۳۴۸ نفر بوده‌است.